# دينيس كافناغ
دينيس كافناغ (بالإنجليزية: Dennis Kavanagh)‏ هو عالم سياسة بريطاني، ولد في 27 مارس 1941.